# Relaciones Gambia-México
Las naciones de Gambia y México establecieron relaciones diplomáticas en 1975.

## Historia
Durante el Comercio atlántico de esclavos, España transportó a varios esclavos africanos de Gambia a México, donde llegaron principalmente a la ciudad portuaria de Veracruz. Las relaciones entre ambas naciones se establecieron en 1975, 10 años después que Gambia obtuviera du independencia del Reino Unido. Ambos países no han tenido mucho contacto diplomático. 
En marzo de 2002, el Secretario de Estado de Finanzas y Asuntos Económicos de Gambia, Famara Jatta, asistió el Consenso de Monterrey, celebrado en la ciudad de Monterrey, México.
En mayo de 2019, una delegación de Gambia participó en la Feria Internacional de las Culturas Amigas, realizada en la Ciudad de México, donde se fortalecen los lazos culturales, mediante la presentación de las costumbres de cada país.

## Misiones diplomáticas
- Gambia está acreditada ante México desde su embajada en Washington D. C., Estados Unidos y tiene un consulado honorario en la Ciudad de México.[5]
- México está acreditado ante Gambia por su embajada en Acra, Ghana.[6]

## Organizaciones internacionales conjuntas
Los países participan como miembros de una variedad de organizaciones internacionales, incluyendo:
| Nombre de la organización                          | Fecha de adhesión de México | Fecha de adhesión de Gambia |
| -------------------------------------------------- | --------------------------- | --------------------------- |
| Asociación Internacional de Fomento                | 24 de abril de 1961         | 18 de octubre de 1967       |
| Unesco                                             | 4 de noviembre de 1946      | 1 de agosto de 1973         |
| Corporación Financiera Internacional               | 20 de julio de 1956         | 19 de septiembre de 1983    |
| Organización para la Prohibición de Armas Químicas | ?                           | ?                           |
| Organización de las Naciones Unidas                | 7 de noviembre de 1945      | 21 de noviembre de 1965     |
| Unión Internacional de Telecomunicaciones          | 1 de julio de 1908          | 27 de mayo de 1974          |
| Organización Internacional de Policía Criminal     | ?                           | ?                           |
| Banco Internacional de Reconstrucción y Fomento    | 31 de diciembre de 1945     | 18 de octubre de 1967       |
| Unión postal universal                             | ?                           | ?                           |
| Organismo Multilateral de Garantía de Inversiones  | 1 de julio de 2009          | 11 de septiembre de 1992    |
| Organización Mundial del Comercio                  | 1995                        | ?                           |